# Тимиш (жудец)
Ти́миш (рум. Timiș [ˈtimiʃ]) — жудец на западе Румынии, на территории исторической области Банат (Трансильвания).

## География
Жудец занимает территорию в 8697 км², занимая 3,6 % площади Румынии и являясь крупнейшим в стране.
Граничит с жудецами:
- Хунедоара — на востоке;
- Арад — на севере;
- Караш-Северин — на юге;
- с медье Чонград-Чанад Венгрии — на северо-западе;
- с округами Воеводина, Северно-Банатским и Средне-Банатским округами Сербии — на юго-западе.

## Население
В 2007 году население жудеца составляло 666 866 человек (в том числе мужское население — 319 587 и женское — 342 729 человек), плотность населения — 76,67 чел./км².
| Год  | Население |
| ---- | --------- |
| 1930 | 559 591   |
| 1948 | 588 936   |
| 1956 | 568 881   |
| 1966 | 607 596   |
| 1977 | 696 884   |
| 1992 | 700 033   |
| 2002 | 677 926   |
| 2011 | 649 777   |

## Административное деление
В жудеце находятся 2 муниципия, 8 городов и 89 коммун.

### Муниципии
- Тимишоара (Timișoara)
- Лугож (Lugoj)

### Города
- Сынниколау-Маре (Sânnicolau Mare)
- Жимболия (Jimbolia)
- Рекаш (Recaș)
- Бузиаш (Buziaș)
- Фэджет (Făget)
- Дета (Deta)
- Гэтаия (Gătaia)
- Чакова (Ciacova)

### Коммуны
- Becicherecu Mic
- Dudeștii Vechi